# Europaschützenfest
Das Europaschützenfest ist ein internationales Schützenfest der Europäischen Gemeinschaft Historischer Schützen (EGS), eines Zusammenschlusses nationaler Schützenverbände in Europa.
Organisiert wird das Europaschützenfest von der ausrichtenden Kommune und von der EGS, zu dessen Mitgliedern Schützenverbände aus den Niederlanden, Belgien, Deutschland, Österreich, Frankreich, Italien, Kroatien, Liechtenstein, Polen, Schweden, Schweiz und Tschechien zählen.

## Ausrichterstädte
Veranstaltungsort des meist alle drei Jahre stattfindenden Festes ist jeweils eine andere Stadt. Das erste Europaschützenfest fand im Jahr 1975 in Aachen statt. Das 18. Europaschützenfest fand vom 28. bis zum 30. August 2015 mit über 80.000 Gästen in Peine (Niedersachsen) unter der Schirmherrschaft des Präsidenten des Europäischen Parlaments, Martin Schulz, statt.
Das 20. Europaschützenfest in der belgischen Stadt Deinze, ursprünglich im Jahr 2021 vorgesehen, fand wegen der Corona-Pandemie im August 2022 statt. Im Jahr 2024 war die Marktgemeinde Mondsee im oberösterreichischen Salzkammergut Gastgeber des 21. Europaschützenfestes.
1. Aachen 1975,  Nordrhein-Westfalen
2. Nijmegen 1977,  Niederlande
3. Peer 1979,  Belgien
4. Koblenz 1981,  Rheinland-Pfalz
5. Eindhoven 1982,  Niederlande
6. Eupen 1985,  Belgien
7. Lippstadt 1987,  Nordrhein-Westfalen
8. Valkenburg 1989,  Niederlande
9. Genk 1992,  Belgien
10. Medebach 1994,  Nordrhein-Westfalen
11. Haaksbergen 1996,  Niederlande
12. Krakau 1998,  Polen
13. Garrel 2000,  Niedersachsen
14. Vöcklabruck 2003,  Österreich
15. Heeswijk 2006,  Niederlande
16. Kinrooi 2009,  Belgien
17. Tuchola 2012,  Polen
18. Peine 2015,  Niedersachsen
19. Leudal 2018,  Niederlande
20. Deinze 2022,  Belgien
21. Mondsee 2024,[3]  Österreich
22. Karlovac 2027,  Kroatien
23. Dormagen 2030,  Nordrhein-Westfalen